# صدف لبه‌سبز
صدف لبه‌سبز (نام علمی: Perna canaliculus) نام یک گونه از تیره دوکفه‌ای‌های میتیلیدا است.